# Aetheibidion
Aetheibidion is een kevergeslacht uit de familie van de boktorren (Cerambycidae). De wetenschappelijke naam van het geslacht werd voor het eerst geldig gepubliceerd in 1968 door Martins.

## Soorten
Aetheibidion is monotypisch en omvat slechts de volgende soort:
- Aetheibidion hirtellum (Gounelle, 1913)